# 온네트
온네트는 1996년 8월 1일 설립된 대한민국의 IT 기업이다. 온라인, 모바일 게임 개발 및 배급 등을 주 사업 분야로 하고 있다. 현재 미국, 중국, 일본, 유럽 현지 법인을 운영하고 있다.
야후 클럽을 웹 솔루션으로 판매하였다. 가입형 블로그 서비스 이글루스를 개발하였으며, 2006년 5월 1일 SK커뮤니케이션즈에 양도되었다.
2000년부터 개발한 샷 온라인은 온네트를 대표하는 골프게임이며 2002년 상용화 이후 전 세계 400만명, 연간 200억원의 매출을 올리고 있으며 차기작으로 크라이엔진을 사용한 코드네임 'TGO'를 개발중에 있다.
2011년 12월에 다음커뮤니케이션 (현 다음카카오)에 인수되었다.
2012년 8월 김경만 (Kevin Kim) 전 미국지사장이 대표이사로 취임하였다.

## 게임
현재 게임스캠퍼스를 통해 온라인 게임 배급서비스중에 있다.

### 개발한 게임
- 샷 온라인
- 큐팡 - 서비스 종료
- 위닝펏 - 프로젝트 명프로젝트 TGO - 온네트, 온네트 USA (개발중)

### 배급한 게임
- 탱크에이스 - BOB스튜디오
- 카르테 - 엔크루엔터테인먼트
- 현무 온라인 - 인터서브인터네셔널